# Joaquín Xirau Palau
Joaquín Xirau Palau (Figueras, Gerona, 23 de junio de 1895-México, 10 de abril de 1946) fue un filósofo y pedagogo español. Decano de la Facultad de Filosofía y Letras de la Universidad de Barcelona, se exilió en México tras la guerra civil , donde impartió enseñanzas en la Universidad Nacional Autónoma de México. En Madrid fue discípulo de Ortega y Gasset, García Morente y especialmente de Manuel Bartolomé Cossío, con el que formó su vocación filosófico-pedagógica siguiendo los principios de la Institución Libre de Enseñanza: «la educación como obra de amor».

## Biografía
Hijo de Ramón Xirau Lorens y Remedios Palau, hizo sus primeros estudios en su pueblo natal teniendo como profesor de filosofía a Juan Subías Gonzalvo, que luego sería su suegro.
Inició su doble carrera universitaria —Filosofía y Derecho—, en Barcelona con Jaume Serra Hunter (que también falleció exilado en México) y Tomás Carreras Artau; allí ganó su licenciatura (en 1917 y 1919), pero se doctoró en Madrid —con una tesis sobre Leibniz (1921) y otra sobre Rousseau (1923)—, en cuya Universidad fue alumno de Ortega y Gasset y García Morente. Tras ampliar estudios en París, ganó plaza en Lugo (1920), pasando luego por Salamanca (1927), y Zaragoza (1928); entre 1929 y 1938  fue docente de la Universidad de Barcelona, en la que llegó a ser decano de la facultad de filosofía y letras, y donde formó a discípulos como Calsamiglia, Casanovas, Fuente, Maragall, Ferrater y Mora, Gomà, Nicol, Jordi Udina, Bofill, etc.). En el capítulo político fue miembro de la Unión Socialista de Cataluña.
Durante la guerra civil española, Xirau, cuya postura republicana y su honestidad estuvieron en todo momento del lado de la tolerancia y la caridad, dejó su claro pensamiento en artículos como "Charitas", publicado en 1937 por la revista Madrid, cuya dirección presidía en Barcelona Antonio Machado. Al final de la contienda, en enero de 1939, y ante la inminente ocupación de la ciudad, él y Pilar Subías, su esposa, salieron de Barcelona en una ambulancia proporcionada por José Puche Álvarez, director general de Sanidad, y formando parte de una expedición de escritores y profesores, entre quienes se encontraban también Machado, su madre y su hermano José. Pasaron su última noche en España, la del 26 al 27 de enero, en Viladasens. Una vez en Francia, enviaron mensaje a su hijo Ramón, que se encontraba estudiando en Marsella, para que se reuniera con ellos en París. Juntos se trasladaron a Gran Bretaña y finalmente México, país al que llegó en agosto de 1939 y en el que fue profesor en la Universidad Autónoma de México (UNAM) donde impartió un número considerable de cursos, particularmente en la Facultad de Filosofía y Letras; cofundó el Instituto Luis Vives e impartió la cátedra de filosofía del Liceo Franco-Mexicano.
Murió en un accidente, cuando se dirigía junto a su hijo a la Facultad de Filosofía y Letras en el edificio de ‘los Mascarones’.

## Pensamiento
Para algunas fuentes, Xirau construye su pensamiento a partir de la fenomenología de Husserl, de Max Scheler y del inglés George Edward Moore, hacia una superación del «idealismo subjetivo» mediante la «noción del amor». Otras fuentes recuerdan las influencias de sus maestros Bartolomé Cossío, Ortega y García Morente.
Xirau hijo explica la filosofía de su padre como una axiología que es también una ontología. Así, en su escrito de 1940 Amor y mundo, Joaquín Xirau, «partiendo del eros y el logos de los griegos, y sobre todo de la caridad y el ágape cristianos, trata de mostrar la relación íntima entre Ser y Valor». Y aclara que «el Ser no existe en sí»; en tanto que el Valor se manifiesta por su dinamicidad, por su capacidad de movimiento. La mencionada «relación íntima entre Ser y Valor» se conjugan —bien en una unión provocada por la propia dinámica, bien como conversación dialéctica— «para que el Ser adquiera vida y el Valor adquiera objetividad, claridad y transparencia». El misterio resultante solo será comprensible mediante una «"actitud amorosa" que conduce a la "plenitud espiritual". Si el amor es plenitud y es fuerza, es igualmente renovación del Ser Valor y Ser reunidos para que el Ser viva».

## Pedagogía
Xirau, finalmente descrito como filósofo del «orden del amor» («ordo amoris»), concebía la actividad pedagógica del maestro como esfuerzo por «abrir el camino para que seamos amorosamente libres», siguiendo la inspiración de su maestro Cossío y la consigna de su admirado Ramon Llull: "El amor ha sido creado para pensar".  Para llegar a tal conclusión, Xirau barajó axiomas y ontología con «vis» mayéutica. «No basta explicar o exponer, hay que conseguir que el hombre, desde su niñez y adolescencia, pueda hacer surgir de su conciencia sus ideas propias». Xirau explica que ello conduce finalmente a un proceso recíproco de educación entre maestro y alumano, un proceso amoroso no exento de exigencia y disciplina, herramientas que el filósofo maestro entiende necesarias para encauzar la vida, como «el logos encauza al eros».
Joaquín Xirau, quien —según confiesa su hijo— «creía en la palabra hablada más que en la palabra escrita», fue un maestro querido, con discípulos en Barcelona, México, París y La Habana, preocupado por encima de todo por mostrar «los caminos para evitar el egoísmo, para evitar el nihilismo, para alcanzar la "concordia"». Entre sus numerosos alumnos, además de su hijo Ramón, puede mencionarse al también filósofo Josep María Calsamiglia.

## Obras
(antes del exilio:)
- Las condiciones de la verdad eterna de Leibniz (1921)
- Rousseau y las ideas políticas modernas (1923)
- Descartes y el idealismo subjetivista moderno (1927)
- El sentido de la verdad (1927)

(exiliado en México:)
- Amor y Mundo (1940)
- La filosofía de Husserl (1941)
- Lo fugaz y lo eterno (1942)
- El pensamiento y la obra de Bergson (1944)
- Cossío y la educación en España (1945)
- Ramon Llull, filosofía y mística (1945)

### Traducciones al español
- Paideia: los ideales de la cultura griega (1942) de Werner Jaeger (del original en alemán).

## «Curriculum vitae»
Además de las licenciaturas en Filosofía y Letras, Derecho y Ciencias Sociales en la Universidad de Barcelona (en 1917 y 1919), y los doctorados de esas materias en la Universidad de Madrid (en 1921 y 1923), Xirau hizo estudios en las universidades de Bruselas, Ginebra, París, Lovaina y Cambridge. En cuanto a su actividad docente queda referenciado el siguiente currículo:
- 1920 Profesor en la Universidad de Lugo
- 1927 Profesor en la Universidad de Salamanca
- 1928 Profesor en la Universidad de Zaragoza
- 1928 Profesor en la Universidad de Barcelona
- 1928 Dirección de la Sección Pedagógica del Instituto Psicotécnico de Barcelona
- 1929 Miembro del Consejo Directivo permanente de los congresos internacionales de filosofía
- 1929 Director del Seminario de Pedagogía de la Universidad de Barcelona (y director de la Revista de Psicología y Pedagogía, Barcelona)
- 1929-1930 Lector en la Universidad de Cambridge
- 1931 Presidente del Patronato Escolar de Barcelona
- 1931-1936 Miembro del Consejo de Cultura de la Generalidad de Cataluña
- 1932 Presidente del Consejo de Enseñanza Secundaria de Cataluña
- 1932-1936 Miembro del Consejo de Enseñanza Primaria de Cataluña
- 1933-1939 Decano de la facultad de Filosofía y Letras de la Universidad de Barcelona
- 1936 Miembro del Consejo Directivo del Instituto Internacional de Cooperación Filosófica, en la Sorbona
- 1937 Miembro del Consejo Directivo de los congresos internacionales de Estética y Ciencias del Arte
- 1939 Miembro de El Colegio de México
- 1939 Profesor en la Universidad Nacional de México
- 1939 Profesor honorario en la Universidad de Morelia
- 1940-1945 Profesor de Filosofía y fundador de dicha cátedra en el Liceo Franco-Mexicano
- 1942 Asesor del Centro de Información Pedagógica del Ministerio de Educación de México
- 1943-1944 Profesor invitado en la Universidad de La Habana
- 1945 Profesor del Instituto Francés de América Latina

## Reconocimientos
Tiene dedicada una plaza en el centro de Barcelona. 